# 반포천
반포천(盤浦川)은 서울특별시 서초구 서초동 우면산에서 발원하여 서울특별시 동작구 동작동에서 한강으로 합류하는 하천이다. 이전에는 서초구 서초동, 강남구 역삼동, 논현동 방면으로 여러 지류(支流)가 있어, 이들 지역의 구릉지와 농경지를 통과하여 흐른 물이 합수되어 한강으로 합류하였다. 그러나 지금의 센트럴시티 터미널에서 세 곳의 지하철역을 지나 서리풀공원 부근까지 이어지는 지류가 1970년대에 복개된 것을 시작으로, 현재는 서울고속버스터미널 이남 구간은 대부분 복개되거나 배수관으로 바뀌었다. 본류의 발원지는 지금의 서울연구원 관내에 해당한다.
복개되지 않은 터미널 이서 구간은 생활하수 분리, 한강 유수 유입, 산책로 정비 등을 거쳐 시민들이 자주 찾는 곳이 되었다. 서초구에서는 1980년부터 2007년까지 반포주공아파트에 거주하면서 반포천에 자주 산책을 나왔다는 피천득을 기리기 위하여 2018년 7월 11일에 1.7 km의 피천득 산책로를 조성하였으며, 지금은 하수와 사당천의 오수가 반포천에 유입되지 않도록 하는 공사가 진행 중이다. 서초구 서초동 1385부터 한강 합류부까지 4.80 km 구간은 대한민국의 지방하천으로 지정되었다.

## 향후 계획
수문학에서 유역(流域, watershed)이란 강수로 인해 하천 임의 단면의 단일 출구 지점에서 유출을 발생시키는 범위를 뜻한다. 반포천 중상류의 유역은 서쪽으로는 서초동, 동쪽으로는 논현동, 역삼동, 북쪽으로는 반포동, 잠원동, 남쪽으로는 우면산에 이른다. 이 유역 안에서 반포천은 하수관로로 설치되어 일대의 배수를 담당하고 있다.
그런데 이 하수관로가 지나는 곳 중 하나인 서울 지하철 2호선 강남역 일대에서 상습적으로 침수가 발생하자, 2015년 3월 서울특별시는 그 원인을 병목 형태의 지형, 잘못 설치된 강남대로의 하수관로, 반포천 상류의 통수능력 부족, 삼성 사옥 인근에 역경사로 잘못 설치된 하수관로 등 네 가지로 분석하고, 이를 해결하기 위한 ‘강남역 일대 종합배수개선대책’을 수립하였다. 이에 따라 서울특별시는 2016년 6월까지 강남대로 동편의 배수구역 경계를 조정하고, 2021년 12월까지 서울지하철 2호선 교대역 부근의 빗물이 강남역 부근을 거치지 않고 고속버스터미널 부근까지 곧바로 연결되도록 하는 배수시설인 반포천 유역분리터널을 시공하기로 하였다.